# Baden (Dolní Rakousy)
Baden či Baden u Vídně (německy  ˈbaːdn̩), je rakouské okresní město ve spolkové zemi Dolní Rakousko. Leží v nadmořské výšce 230 m, 29 km jižně od Vídně. Žije zde přibližně 26 tisíc obyvatel. Je třetím největším městem Dolního Rakouska. Od roku 2021 je na seznamu Světového dědictví UNESCO v rámci položky Slavná lázeňská města Evropy.
Baden je lázeňské město. Název „Baden u Vídně“, německy Baden bei Wien, není oficiální, ale je běžně používán. Oficiální barvou obce je od 15. října 1968 „červeno-bílá“.

## Historie

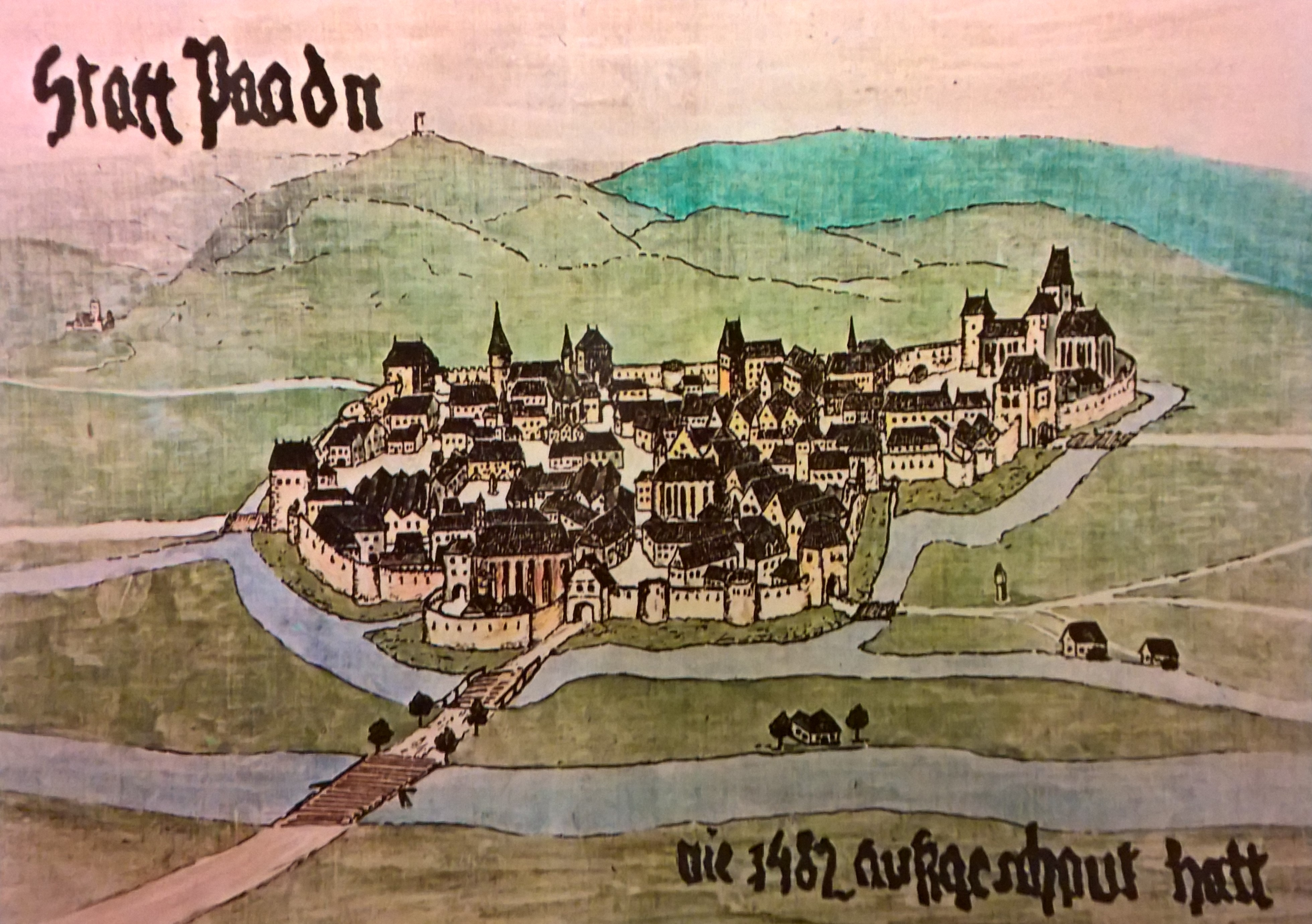
Soudobá ilustrace města Baden z roku 1482

Teplé sirnaté prameny byly známy již za Římanů („Itinerarium Antonini Augusti“). Císař Claudius (41–54 n. l.) získal osadu nazývanou „Aquae“ (německy Bäder), v té době již léčivé lázně hrály důležitou roli.
V roce 869 se místo novodobě nazývalo „Padun“. V roce 1480 získalo místo městská práva. Roku 1488 navštívila město uherská královna Beatrix (1457–1508) a léčila si neplodnost. Při vpádu Turků v období tureckých vpádů byly lázně zničeny, stejně tak i v letech 1529 a také 1683, za zmatků reformace a protireformace, moru 1713 i velký požár 1714 zasáhl do života města.
Císař František II. Habsbursko-Lotrinský (1768–1835) v období od 1786 do 1834 se v lázních léčil a zřídl si zde letní residenci. Po velikém požáru města v roce 1812 bylo město nově vystavěno ve slohu Biedermeieru podle plánů Josefa Kornhäusela (1782–1860). Připojením obcí Leesdorfu a Gutenbrunnu v roce 1850 a později v roce 1912 Weikersdorfu, rozšířila se zastavěná část města.
V roce 1916 za první světové války velitelství rakousko-uherské armády se přesídlilo z Těšína (Teschen) do Badenu, na zámek Weilburg. Po zahájení provozu kasin v roce 1934 se město Baden zařadilo mezi nejvýznamnější  luxusní lázeňská města Rakouska.
Při bombardování dne 2. dubna 1945 bylo zničeno mnoho budov. V letech 1945 až 1955 byl Baden sídlem hlavního stanu sovětských okupačních vojsk v Rakousku. Do roku 1965 byla celá turistická infrastruktura města obnovena, takže Baden je opět jedním z nejvýraznějších lázeňských měst Rakouska.

### Náboženství
- Většina obyvatel města (62,7 %) jsou římskokatolického vyznání. Známý je farní kostel svatého Štěpána
- Evangelíků je 8,3 %
- Pravoslavných je 3,6 %
- K islámu se hlásí 4,0 %
- Bez vyznání je 16,8 % obyvatel
- Malá židovská obec (0,1 %) se snažila o renovaci městské synagogy. Renovace byla ukončena v roce 2005 a synagoga byla znovu vysvěcena. Původní církevní stavba byla postavena v roce 1873 jako vídeňský městský chrám. Dnes jsou obě židovské církevní stavby využívány pro původní účely.

### Vývoj počtu obyvatel
- 1971 22 727
- 1981 23 140
- 1991 23 488
- 2001 24 518
- 2006 25 212

Baden měl ve druhé polovině 16. století téměř stejný počet obyvatel. Mezi lety 1889 a 1923 se počet obyvatel téměř zdvojnásobil na 22 000. Mezi lety 1939 až 1945 se počet obyvatel snížil. Také při sčítání lidu v roce 1991 se počet obyvatel snížil o 4,3 %.

## Geografie

### Sousední obce
S městem Baden sousedí (od severu ve směru hodinových ručiček):
- Pfaffstätten na severu
- Traiskirchen na severovýchodě
- Oberwaltersdorf a Tattendorf na východě
- Sooß, Kottingbrunn a Vöslau na jihovýchodě
- Teesdorf na jihu
- Gaaden na jihozápadě
- Alland na západu
- Heiligenkreuz na severozápadu

### Členění města
Město Baden tvoří sedm katastrálních území:
- Baden
- Braiten
- Gamingerhof
- Leesdorf
- Mitterberg
- Rauhenstein
- Weikersdorf

## Kultura a pamětihodnosti
- Beethovenova svatyně s lázeňským parkem [4]
- Morový sloup[5] na hlavním náměstí v Badenu u Vídně.
- Dřívější Central-Hotel-Baden (z 1919), Conrad-von-Hötzendorf-Platz 6 [6]

Baden je nazván po sirném prameni a je důležitým lázeňským místem. Pramen jsou známy již po tisíciletí. Nejstarší sirný pramen se nachází ve štole pod kasinem. Dnes se voda čerpá ze čtrnácti pramenů.
- Obraz města je vytvářen stavbami ve slohu biedermeieru z počátku 19. století. Město bylo oblíbeným místem pro turisty z Vídně. Baden se řadí mezi "Malá historická města“.

### Divadlo
Lázeňský pobyt je zpříjemněn operetami. V zimě se představení konají v městském divadle (v letech 1908–1909), které postavil Ferdinand Fellner (1847–1916). V létě se představení v Badenské letní aréně, postavené roku 1906 Rudolfem Krauszem (0872–1928).).

### Městská knihovna
Městská knihovna byla zřízena v letech 1940–1941. Tehdy měla 3000 svazků a 22 332 zápůjček pro 1349 zájemců (z toho 3000 pacienty lázní). V roce 1959 knihovna přesídlila do budovy na ulici Kaiser Franz-Ring. Druhá knihovna byla zřízena, jako pobočka, v roce 1964 v městské části Weikersdorf. V roce 2008 měla knihovna 52 480 zápůjček pro 26 095 návštěvníků. V knihovně je 31 303 medií (26 602 knih, 1184 sešitů časopisů pro 43 abonentů a 3517 audio/video nosičů).

### Muzea a výstavy
- Rollettmuseum
- Muzeum císaře Františka Josefa (vlastivědné exponáty)
- Beethovenův dům
- Muzeum panenek
- Muzeum Arnulfa Rainera
- Dům umění v Badenu

### Budovy
- Aqadukt Baden
- Farní kostel Svatého Štěpána (Baden)
- Leesdorf (zámek)
- Rauheneck (zřícenina hradu)
- Rauhenstein (zřícenina hradu)
- Sauerův dvůr
- Scharfeneck (zřícenina hradu)
- Synagoga Baden
- Villa Menotti
- Weikersdorf (zámek)
- Weilburg (zámek) (již neexistuje)

### Parky
- Lázeňský park s památníkem Straus[8]
- Park Doblhoff s rosariem a památníkem na Rudolfa Geschwinda (1829–1910)
- Weikersdorferský park

## Přírodní památka
- Helenental

## Sport
- Badenský tenisový klub
- Badenský plážový volejbal
- Badenský AC – nejstarší a úspěšný fotbalový spolek
- ASV Baden – fotbalový spolek
- 1. Badenský spolek plážového volejbalu (BBV)
- Badenský spolek Americký fotbal
- Black Jacks – basketbalový spolek
- SG – Baden (střelecký spolek od roku 1560)
- Jezdecký spolek
- Římské lázně
- Termální lázně s koupalištěm

## Hospodářství a infrastruktura

### Doprava
- Rakouská jižní dráha projíždí Badenem
- Koncová stanice badenské dráhy z Vídně do Badenu
- Jižní dálnice je v dosahu

### Sídla firem
- Léčebné lázně – provádění konferencí
- Casinos Austria – největší kasino v Rakousku
- Pěstitelé vína

## Veřejná zařízení
Správní centrum okresu Baden, sídlo regionálních úřadů a jiná zařízení jako školy a zdravotnictví.

### Úřady
- Tereziánské úřady na hlavním náměstí[9]
- Okresní hejtmanství
- Okresní soud
- Finanční úřad
- Geodetický úřad
- Dolnorakouská agrární komora (dislokované pracoviště)
- Okresní policejní úřad a Policejní inspekce
- Městská policie (největší v Rakousku, asi 40 příslušníků)

### Školství
- V Badenu se nachází v Rakousku uznávaná malířská škola: přednášky o stavební technice a barevné ztvárnění, mistrovská škola pro malířství i odborná škola pro malíře a natěrače, také třídy se specializovanými učiteli pro sluchově postiženou mládež.[10]
- obecná škola včetně praktické školy, pedagogická vysoká škola Dolního Rakouska
- Obecná škola včetně praktické obecné školy, pedagogická škola vysoká škola Dolního Rakouska
- Hlavní škola, hospodářská hlavní škola, praktická hlavní škola pedagogická vysoká škola Dolního Rakouska
- Polytechnická škola
- Učňovská škola pro pekaře, cukráře a zubních techniků
- Všeobecná zvláštní škola
- Vysoká škola pedagogická Dolního Rakouska
- Spolková obchodní akademie a obchodní škola
- Vyšší učiliště pro hospodářské profese
- Spolkové gymnázium a spolkové reálné gymnázium, Frauengasse
- Spolkové gymnázium a spolkové reálné gymnázium, Biondekgasse
- "Duhová škola", privátní obecná škola s trvalým právem veřejnosti
- Spolkový institut pro sociální pedagogiku
- HTL-malířská škola

### Zdravotnictví
- Termální klinika Baden
- Badenské centrum kurzů
- Zdravotnický a léčebný hotel Badenský dvůr
- Okresní dolnorakouská nemocenská pokladna

### Dobrovolní hasiči
- Dobrovolní hasiči Baden-Stadt (I), Grabengasse
- Dobrovolní hasiči Baden-Leesdorf (II), Walterdorferstraße
- Dobrovolní hasiči Baden-Weikersdorf (III), Helenestraße

## Osobnosti města
- Ignaz Vitzthumb (1724–1816), skladatel a kapelník
- Kateřina Schrattová (1853–1940), herečka rakouského Burgtheatru, milenka rakouského císaře Františka Josefa I.
- Bedřich Habsburský (1856–1936), arcivévoda rakouský
- Karl Landsteiner (1868–1943), patolog, nositel Nobelovy ceny za fyziologii a medicínu
- Max Reinhardt (1873–1943), divadelní režisér
- Josef Frank (1885–1967), architekt a designér
- Karel Ludvík Habsbursko-Lotrinský (1918–2007), arcivévoda rakouský, syn posledního rakouského císaře Karla I. a císařovny Zity
- Arnulf Rainer (* 1929), malíř
- Thomas Vanek (* 1984), hokejista